# Djaba Ioseliani
Djaba Ioseliani (en georgià: ჯაბა იოსელიანი, 10 de juliol de 1926 - 4 de març de 2003) va ser un polític i criminal mafiós georgià, líder de l'organització paramilitar dels Mkhedrioni.
Nascut a Khashuri, Ioseliani es va llicenciar en estudis orientals a la Universitat de Leningrad. S'inicià en la carrera criminal en l'assalt a un banc de Leningrad el 1948, fet pel qual va complir disset anys de presó. Alliberat el 1965, va complir una altra condemna per assassinat. En tornar a la seva Geòrgia natal, es va graduar a l'Institut Georgià d'Arts Teatrals, del qual també en fou professor. Va escriure diverses obres de teatre populars. L'any 1982 va convocar una reunió de líders criminals (sjodka), on defensà l'estratègia d'infiltrar-se i controlar les institucions polítiques. El 1989, arran de la massacre de Tbilisi per part de les autoritats soviètiques, Ioseliani fundà els Mkhedrioni (Els cavallers), un grup paramilitar nacionalista amb el què va intervenir a principis de la dècada del 1990 als conflictes armats que Geòrgia va viure als territoris d'Abkhazia i Ossètia del Sud. Els Mkhedrioni van fer costat a Zviad Gamsakhúrdia en el seu ascens a poder, tot i que quan aquest arribà a la Presidència georgiana s'enemistà amb Ioseliani i el va fer empresonar. El desembre de 1991 Ioseliani es va unir a dos oficials de la Guàrdia Nacional, Tengiz Kitovani i Tengiz Sigua, per fer un cop d'estat i enderrocar Gamsakhúrdia. que va fugir el gener de 1992. En el nou govern d'Eduard Xevardnadze, Ioseliani gaudí d'una notable influència política, arribant a ser membre del Consell Militar provisional i el Consell d'Estat georgià. Els Mkhedrioni van tenir aleshores un paper violent i repressiu contra els insurgents d'Abkhazia i els antics partidaris de Gamsakhúrdia, i els seus mètodes mafiosos van enfrontar-los a Xevardnadze,que va acabar il·legalitzant-los. El 1995 Ioseliani va ser condemnat a onze anys de presó per un atemptat contra Xevardnadze. Després de ser amnistiat l'any 2000, va fundar el partit Unió dels Patriotes Georgians, tot i que no va ser a temps de presentar-se a les eleccions ja que Ioselini patir un infart de miocardi el 26 de febrer de 2003 i morí a l'hospital de Tbilisi una setmana més tard. Fou exhumat en el Panteó de Didube, Tbilisi.